# Gestão Marta Suplicy na prefeitura de São Paulo
A Gestão Marta Suplicy na prefeitura de São Paulo corresponde ao período da História Política do Município de São Paulo, capital do estado homônimo, em que a psicóloga Marta Suplicy esteve ocupando o cargo de prefeita municipal, entre 1.º de janeiro de 2001 e 31 de dezembro de 2004.
Em uma pesquisa do Instituto Datafolha realizada na cidade de São Paulo em 2013, o governo de Marta foi avaliado como a melhor gestão da capital paulista desde a redemocratização. Apesar disso, a prefeita não conseguiu a reeleição quando a disputou em 2004.

## Obras e Urbanismo

### Nova sede da Prefeitura

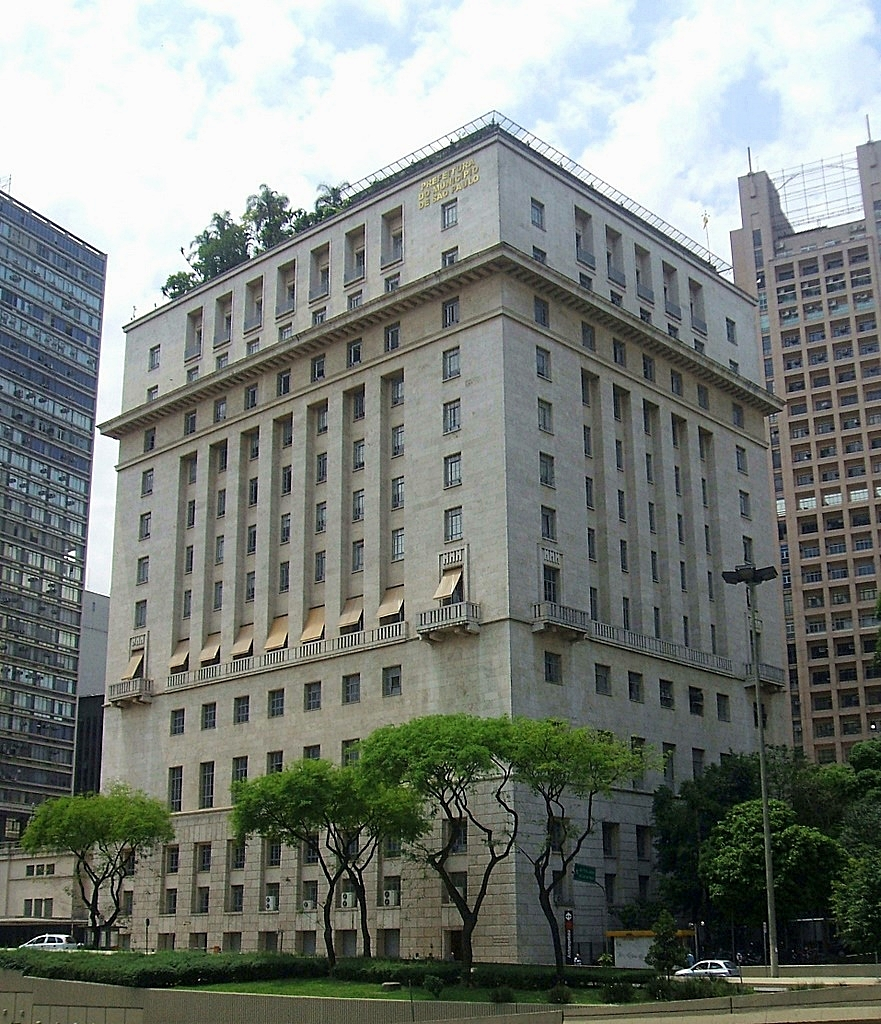
Edifício Matarazzo, sede da Prefeitura desde 2004.

Para reverter o processo de degradação urbana do centro histórico de São Paulo, a gestão Marta Suplicy optou por levar a sede da Prefeitura do Parque Dom Pedro II para a região do Vale do Anhangabaú. O local escolhido foi o Edifício Matarazzo, antiga sede do banco Banespa e das Indústrias Reunidas Francisco Matarazzo. O prédio foi completamente remodelado e reinaugurado em 25 de janeiro de 2004, data em que a cidade completou 450 anos.

### Reforma da Praça do Patriarca
Em 2002, foi entregue à cidade a reforma da Praça do Patriarca, na região central. O piso de mosaico português da praça foi recuperado, seguindo o padrão original, que tem desenho em preto, branco e vermelho. Um pórtico projetado por Paulo Mendes da Rocha também foi instalado no local.

### Reforma do Mercado Municipal
Em 2004, houve a reforma completa do Mercado Municipal de São Paulo, o Mercadão. A fachada foi recuperada, os vitrais foram restaurados e foi construído um mezanino, de autoria do arquiteto Pedro Paulo de Mello Saraiva, com diversos quiosques de comes e bebes. Após a reforma, o Mercadão se consolidou como ponto turístico da cidade.

### Nova Radial
Durante o governo Marta, foi idealizada e construída a expansão da Radial Leste de Itaquera até Guaianases. A avenida, que no trecho recebe o nome do José Pinheiro Borges, foi construída sobre o leito da antiga linha férrea da CPTM, desativada em 2000 para a construção do Expresso Leste.

### Túneis da Operação Urbana Faria Lima
Em 2004, a prefeitura inaugurou dois túneis na região da Avenida Faria Lima: o Fernando Vieira de Mello e o Max Feffer. A construção desse último foi polêmica, visto que ele teve seu trajeto alterado para que fosse possível construí-lo integralmente na gestão Marta. A medida causou impacto negativo no trânsito da região.

### Viadutos
Na gestão Marta, foram entregue as obras do viaduto Carlito Maia, ligando os distritos de Itaim Paulista e Jardim Helena, na zona leste; do pontilhão da Avenida Marechal Tito, entre os distritos de São Miguel Paulista e Vila Curuçá, também na zona leste; e do Complexo Viário 25 de Março, no centro.

### Belezura
A gestão Marta criou, como uma de suas primeiras medidas, um programa de zeladoria urbana denominado Belezura, que visava a recuperação de áreas degradadas e o embelezamento da cidade. Houve iniciativas para a recuperação do mobiliário urbano em praças e importantes avenidas da cidade.

## Transportes

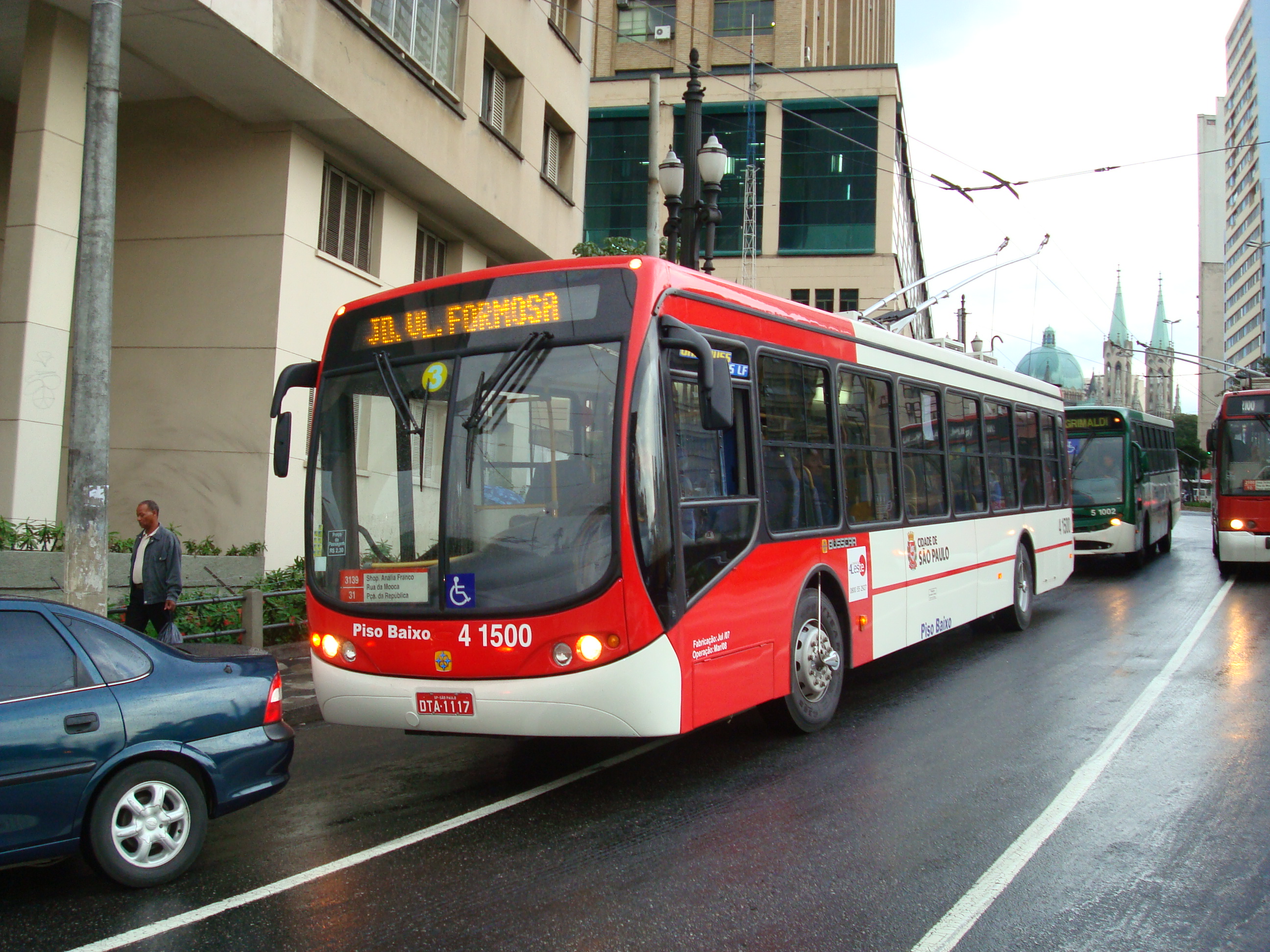
Ônibus municipal com pintura adotada na gestão Marta.

### Guerra à "Máfia dos Transportes"
No final dos anos 1990 e início dos anos 2000, haviam na cidade de São Paulo vans que realizavam o transporte irregular de passageiros, sobretudo nas periferias da cidade, onde o transporte oficial era deficitário. Os operadores desse sistema clandestino eram chamados de "perueiros". Logo no início do mandato de Marta, a prefeitura declarou guerra aos perueiros, apelidando a categoria de "Máfia dos Transportes". Com a fiscalização mais dura por parte da SPTrans, veículos irregulares foram apreendidos, o que gerou retaliação por parte dos perueiros. Carros da fiscalização foram apedrejados e atingidos por bombas caseiras. A própria prefeita Marta Suplicy foi ameaçada de morte e teve de utilizar colete balístico.

### Bilhete Único

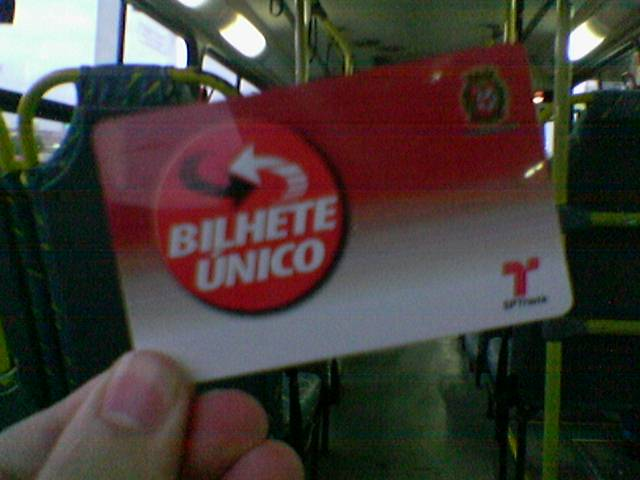
Cartão do Bilhete Único comum.

Em maio de 2004, foi lançado o Bilhete Único, um sistema de bilhetagem eletrônica que informatizou a cobrança de tarifa do transporte de ônibus municipal em São Paulo. O novo sistema substituiu os antigos passes de papel. A criação do Bilhete Único permitiu que os usuários pudessem fazer ilimitadas integrações entre linhas de ônibus num período de 2 horas.  Inicialmente, o Bilhete Único era fornecido gratuitamente pela Prefeitura, e não era aceito nos trens e no metrô, operados pelo governo estadual. O sistema também não foi aceito pelos perueiros que faziam o transporte clandestino.

### Passa Rápido

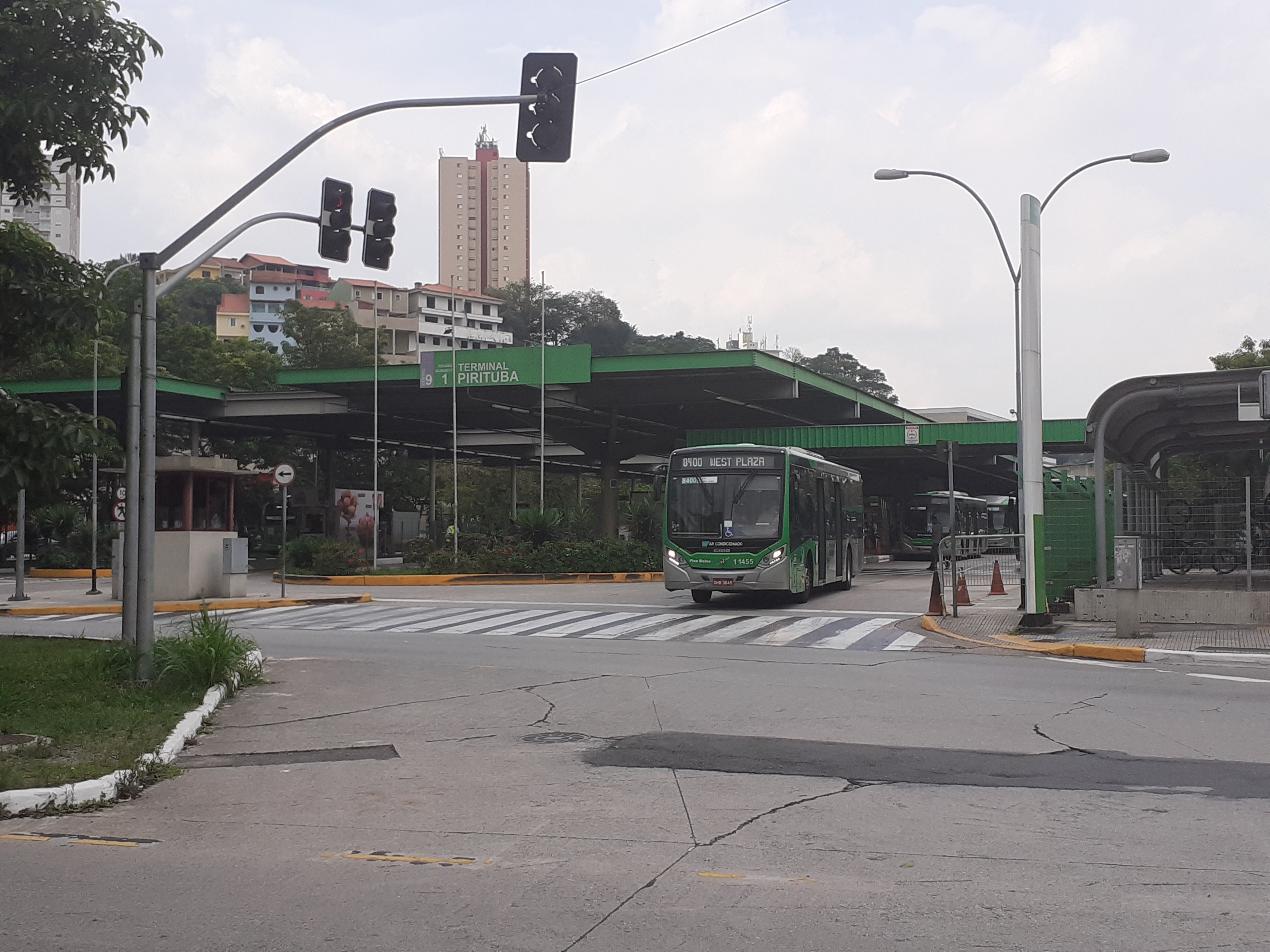
Terminal Pirituba, parte do Corredor Pirituba-Lapa-Centro, inaugurado em 2003.

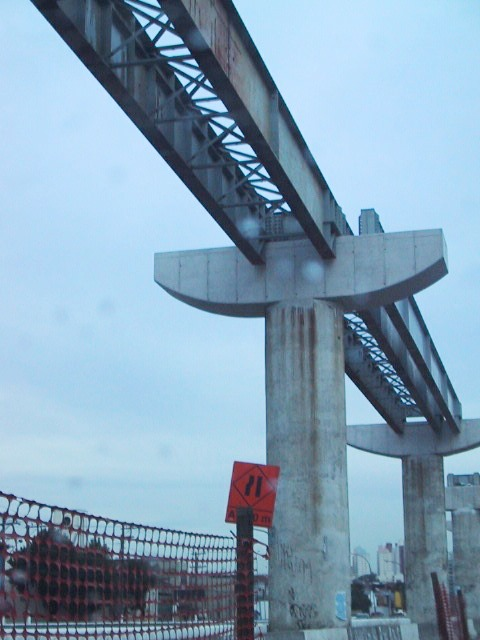
Trecho do Paulistão em obras, 2003.

Uma bandeira de campanha de Marta á prefeitura foi construção de corredores de ônibus, ligando o Centro da cidade às regiões periféricas, com o objetivo de reduzir o tempo gasto em transporte pelos trabalhadores das periferias. Apelidado de Passa Rápido, o projeto inaugurou os seguintes corredores:
- Corredor Campo Limpo-Rebouças-Centro: Localizado na zona oeste da capital, foi inaugurado em 2004. Com extensão de 17,2 km, este corredor liga o Centro ao bairro de Campo Limpo , passando pelas avenidas Francisco Morato, Ponte Eusébio Matoso, Rebouças e pela Rua da Consolação.[13][14]

- Corredor Jardim Ângela-Guarapiranga-Santo Amaro: Localizado na zona sul da capital, foi inaugurado em 2004. Com uma extensão de 8 km, segue no sentido bairro pela avenidas Vitor Manzini, Guarapiranga e estrada do M'Boi Mirim, ligando Santo Amaro aos distritos de Socorro, Jardim São Luís e Jardim Ângela.[15][16]

- Corredor Parelheiros-Rio Bonito-Santo Amaro: Localizado na zona sul da capital, foi inaugurado em 2004. É o maior corredor de ônibus da cidade em termos de extensão, com 30,5 km, ligando o distrito de Santo Amaro aos distritos de Socorro, Cidade Dutra, Grajaú, Parelheiros e Engenheiro Marsilac. Ele segue no sentido bairro pelas avenidas Atlântica, Avenida Senador Teotônio Vilela e Sadamu Inoue e conecta-se aos terminais Grajaú (onde integra-se com a estação da Linha 9–Esmeralda do Trem Metropolitano), Varginha e Parelheiros.[17][18]

- Corredor Pirituba-Lapa-Centro: Localizado na zona oeste da capital, foi inaugurado em 2003. Com extensão total de 15,2 km, liga o bairro de Pirituba ao centro, passando pelo bairro da Lapa, e inclui as avenidas Manoel Barbosa, General Edgar Facó, Ermano Marchetti, Francisco Matarazzo, General Olímpio da Silveira e São João, além de ruas Clélia, Guaicurus e Catão, todas de mão única.[19][20]

### Paulistão
O governo Marta herdou do antecessor Celso Pitta uma obra parada na área de transporte e mobilidade urbana: o Fura-Fila um veículo leve sob pneus que conectaria o Parque Dom Pedro II, na região central, até o bairro do Sacomã, na zona sul. No projeto original, os veículos seriam articulados e alimentados por cabos suspensos. No ano 2000, este veículo operou experimentalmente no trecho sobre o tampão do Tamanduateí por um período de quatro meses. No mesmo, as obras e a operação experimental suspensas.
Em 2002, já na gestão Marta, a obra foi retomada e rebatizada de Paulistão. O novo projeto contemplava veículos híbridos articulados, que cortariam os custos com energia e manutenção da rede de alimentação aérea. As obras foram novamente paralisadas em 2003, sendo retomadas apenas na gestão posterior. 

## Educação
O governo Marta Suplicy ampliou os investimentos em educação. Em 2000, 24% do orçamento municipal era destinado à área. Em 2003, esse montante subiu para 33%. Até maio de 2004, a gestão havia inaugurado 148 escolas, sendo 21 delas os novos Centros Educacionais Unificados (CEUs). Nesse período, houve a transferência dos equipamentos de educação infantil da Assistência Social para a pasta de Educação.

### Centros Educacionais Unificados (CEUs)

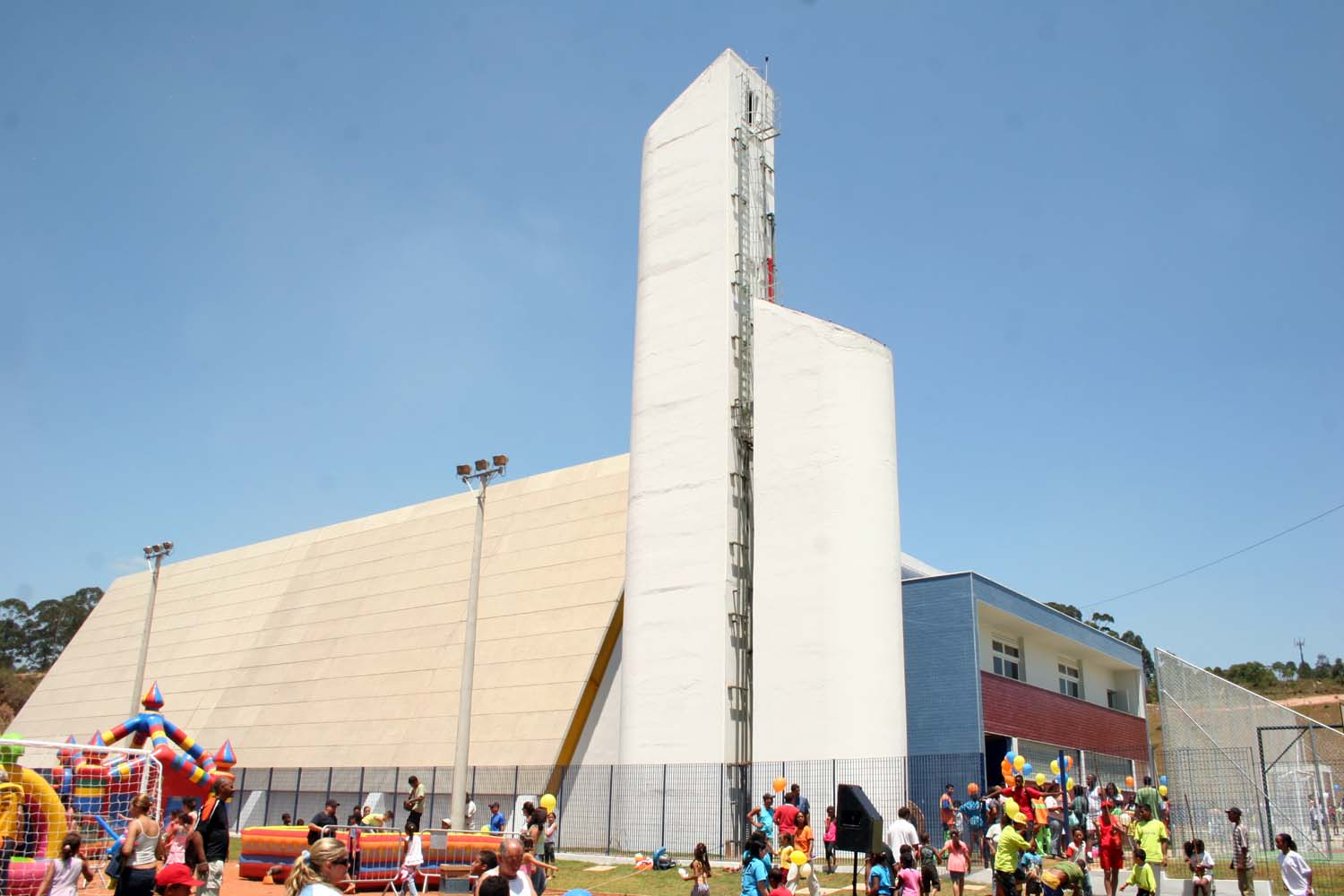
CEU Cidade Tiradentes.

A principal bandeira da gestão Marta foi a construção dos Centros Educacionais Unificados (CEUs). Localizados nas áreas periféricas de São Paulo, foram concebidos como um centro local, articulando os equipamentos urbanos públicos dedicados à educação infantil e fundamental aos dedicados às práticas esportivas, recreativas e culturais cotidianas. O governo Marta Suplicy construiu 21 unidades dos CEUs ao valor de R$ 13 milhões em média por cada unidade.
Os CEUs contam com um Centro de Educação Infantil (CEI) para crianças de 0 a 3 anos; uma Escola Municipal de Educação Infantil (EMEI) para alunos de 4 a 6 anos; e uma Escola Municipal de Ensino Fundamental (EMEF), que também oferece Educação de Jovens e Adultos (EJA). Todos os CEUs são equipados com quadra poliesportiva, teatro (utilizado também como cinema), playground, piscinas, biblioteca, telecentro e espaços para oficinas, ateliês e reuniões. Os espaços são abertos nos finais de semana com o intuito de beneficiar tanto crianças e adolescentes como a comunidade de baixa renda do entorno. Com programação variada para todas as idades, os CEUs garantem acesso a equipamentos públicos de lazer, cultura, tecnologia e práticas esportivas pelos moradores da periferia, contribuindo com o desenvolvimento das comunidades locais. O acompanhamento e a avaliação do processo de implementação dos CEUs, realizado em parceria com a Fundação Instituto de Administração (FIA), mostrou indicadores de satisfação das comunidades acima de 90%.

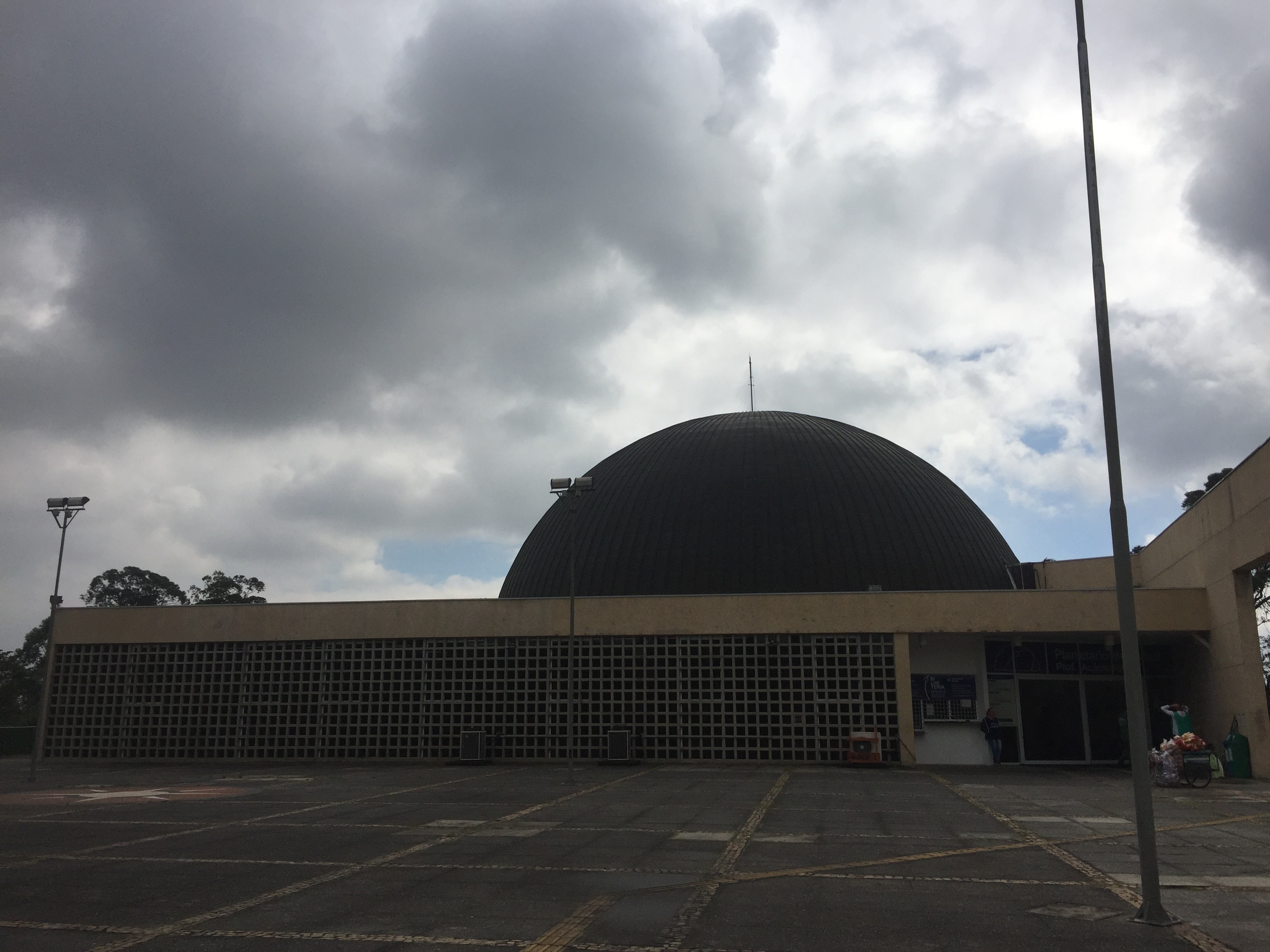
Planetário do Carmo, inaugurado na zona leste.

O projeto dos CEUs começou a ser estruturado como um projeto intersecretarial em 2001, a partir das consultas populares por meio do orçamento participativo. O projeto arquitetônico dos Centros Educacionais Unificados foi desenvolvido inicialmente pela equipe coordenada pelos arquitetos Alexandre Delijaicov, André Takyia e Wanderley Ariza e foi elaborado pela equipe do Departamento de Edificações (EDIF) dentro do Departamento de Edificações da Secretaria de Serviços e Obras (SSO), tendo sido concluído por essa equipe. Tal projeto se inspirou no projeto arquitetônico da Escola Parque, desenvolvida entre 1948 e 1952 em São Paulo, que, por sua vez, foi adaptada da experiência de Salvador, criada por Diógenes Rebouças e Hélio Duarte em 1947, segundo a programática do educador baiano Anísio Teixeira.

### Telecentros
Com o objetivo de promover a inclusão digital na cidade, a partir de 2001 foram criados 105 Telecentros, espaços públicos localizados quase integralmente em áreas de periferia, onde computadores com software livre e acesso à internet eram disponibilizados à população, além de cursos de capacitação para uso de programas como Word e Excel.

### Planetários
Entre 2001 e 2004, a prefeitura reformou e reinaugurou o Planetário do Ibirapuera, na zona sul, e construiu e entregou o Planetário do Carmo, na zona leste.

## Cultura

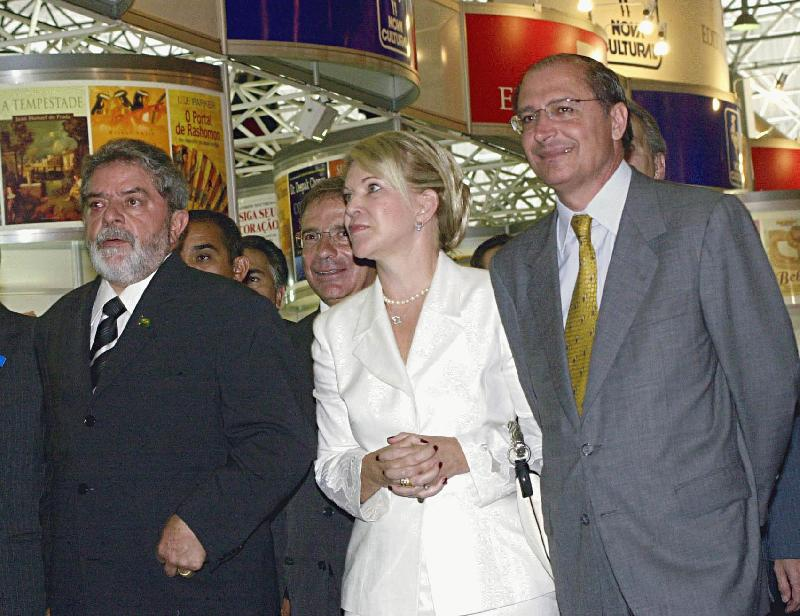
A prefeita Marta Suplicy entre o presidente Lula e o governador Geraldo Alckmin na Bienal Internacional do Livro de São Paulo, em 2004.

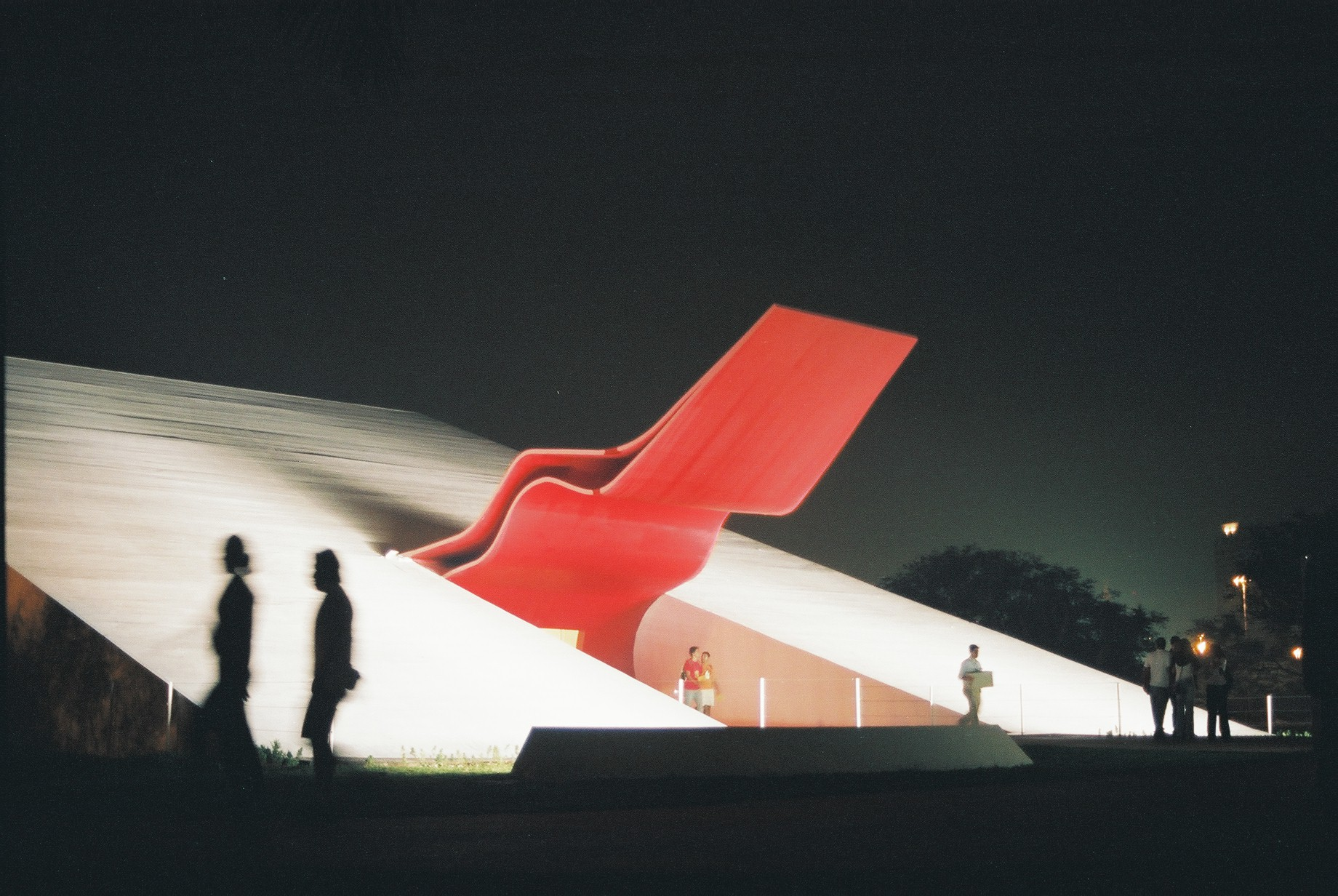
Auditório do Ibirapuera, na zona sul, inaugurado na gestão Marta.

### SP 450 anos
Em 2004, a cidade de São Paulo completou 450 anos. Durante o ano, a prefeitura realizou ações para comemorar a data. Destacam-se: 
- Parada 450 anos: shows que reuniram cerca de 1 milhão de pessoas.
- Inauguração das fontes do Parque Ibirapuera.
- Projeto Cinema ao Ar Livre;
- Lançamento dos selos comemorativos dos 450 anos de São Paulo pelos Correios.
- O carnaval 2004 foi em homenagem ao aniversário da cidade, com todas as escolas desfilando enredos sobre os 450 anos da capital paulista.
- Mostra sobre Picasso, ressaltando a importância de São Paulo como metrópole cultural.
- Publicação de livro sobre os 450 anos de história de São Paulo pela editora Senac.

### Auditório do Ibirapuera
O prédio do Auditório do Ibirapuera foi projetado pelo arquiteto Oscar Niemeyer em 1954, como parte da planta original do Parque Ibirapuera, mas não havia sido construído na época por falta de verbas. A gestão Marta retomou o projeto, que foi inaugurado em 2004, a um custo de R4 25 milhões. Parte do montante foi dado pela empresa TIM Brasil.

### Museu Afro Brasil
Em 2004, foi inaugurado no Parque Ibirapuera o Museu Afro Brasil, um museu histórico, artístico e etnológico, voltado à pesquisa, conservação e exposição de objetos relacionados ao universo cultural da população negra no Brasil.

## Saúde
Na gestão Paulo Maluf, a cidade de São Paulo optou por não seguir implementado as políticas do recém-criado Sistema Único de Saúde (SUS). Em substituição ao SUS, a prefeitura criou um sistema público-privado, o Plano de Atendimento à Saúde (PAS). No final da gestão Celso Pitta, o PAS era de maneira ineficiente, sendo foco de denúncias de corrupção. A gestão Marta acabou com o PAS, reestabelecendo o sistema SUS na cidade. Para isso, a gestão foi completamente estatizada e municipalizada. De acordo com a prefeitura, a volta ao SUS fez com que o município passasse a receber uma verba de R$ 100 milhões por ano em repasses da União.
Na gestão Marta foi também iniciada a construção de 2 hospitais em M'Boi Mirim e Cidade Tiradentes.

## Assistência Social
Um dos pilares da campanha de Marta era a implementação de políticas sociais de caráter municipal. A prefeitura sob sua gestão criou uma rede de proteção social com as seguintes políticas públicas:
- Renda Mínima: Um programa de transferência de renda que buscava reduzir a evasão escolar por meio do pagamento de uma complementação mensal de salário para as famílias com renda per capita de até meio salário mínimo e com dependentes entre 0 e 15 anos.
- Bolsa Trabalho: Oferecia bolsas para jovens de baixa renda que estavam desempregados, eram alunos de cursinhos, estagiários ou que estavam em período de treinamento em empresas.
- Começar de Novo: Requalificação profissional para desempregados com 40 anos ou mais.
- São Paulo Confia (Banco do Povo): Oferecia microcrédito a beneficiários dos programas sociais.

De acordo com a prefeitura, 1,4 milhão de paulistanos foram atendidos pelos programas sociais da prefeitura o equivalente a 14% da população à época.

## Gabinete
Lista do Gabinete da gestão Marta Suplicy a frente da prefeitura de São Paulo.
| Secretaria                                                   | Titular                         | Partido     | Início do Mandato       | Fim do Mandato          | Notas                                                           | Ref.          |
| ------------------------------------------------------------ | ------------------------------- | ----------- | ----------------------- | ----------------------- | --------------------------------------------------------------- | ------------- |
| Secretaria Municipal de Saúde                                | Eduardo Jorge                   | PT          | 1.º de janeiro de 2001  | 6 de dezembro de 2002   | Deputado Federal licenciado                                     | [ 34 ] [ 35 ] |
| Secretaria Municipal de Saúde                                | Paulo Carrara                   | Sem Partido | 2003                    | 2003                    | Secretário Interino                                             | [ 36 ]        |
| Secretaria Municipal de Saúde                                | Gonzalo Vecina Neto             | Sem Partido | 2003                    | 31 de dezembro de 2004  |                                                                 | [ 37 ]        |
|                                                              |                                 |             |                         |                         |                                                                 |               |
| Secretaria Municipal de Abastecimento                        | Jilmar Tatto                    | PT          | 1.º de janeiro de 2001  | 25 de novembro de 2002  |                                                                 |               |
| Secretaria Municipal de Abastecimento                        | Valdemir Garreta                | Sem Partido | 25 de novembro de 2002  | 31 de dezembro de 2004  | Como Secretario Municipal de Abastecimento e Projetos Especiais |               |
|                                                              |                                 |             |                         |                         |                                                                 |               |
| Secretaria Municipal de Comunicação Social                   | Valdemir Garreta                | Sem Partido | 1.º de janeiro de 2001  | 25 de novembro de 2002  |                                                                 | [ 38 ]        |
| Secretaria Municipal de Comunicação Social                   | José Américo Dias               | Sem Partido | 25 de novembro de 2002  | 31 de dezembro de 2004  |                                                                 | [ 38 ]        |
|                                                              |                                 |             |                         |                         |                                                                 |               |
| Secretaria Municipal de Educação                             | Fernando José de Almeida        | Sem Partido | 1.º de janeiro de 2001  | 18 de fevereiro de 2002 |                                                                 | [ 39 ]        |
| Secretaria Municipal de Educação                             | Eny Marisa Maia                 | Sem Partido | 19 de fevereiro de 2002 | 2 de janeiro de 2003    |                                                                 | [ 35 ] [ 40 ] |
| Secretaria Municipal de Educação                             | Nélio Bizzo                     | Sem Partido | 2 de janeiro de 2003    | 8 de janeiro de 2003    |                                                                 | [ 35 ] [ 39 ] |
| Secretaria Municipal de Educação                             | Maria Aparecida Perez           | Sem Partido | 8 de janeiro de 2003    | 31 de dezembro de 2004  |                                                                 | [ 41 ] [ 42 ] |
|                                                              |                                 |             |                         |                         |                                                                 |               |
| Secretaria Municipal de Cultura                              | Marco Aurélio Garcia            | PT          | 1.º de janeiro de 2001  | 6 de janeiro de 2003    |                                                                 | [ 35 ]        |
| Secretaria Municipal de Cultura                              | Celso Frateschi                 | PT          | 6 de janeiro de 2003    | 31 de dezembro de 2004  | ex-Secretário de Cultura de Santo André (1997-2000)             | [ 43 ] [ 35 ] |
|                                                              |                                 |             |                         |                         |                                                                 |               |
| Secretaria Municipal de Governo                              | Rui Falcão                      | PT          | 1.º de janeiro de 2001  | 1.º de junho de 2004    |                                                                 | [ 35 ]        |
| Secretaria Municipal de Governo                              | Jilmar Tatto                    | PT          | 1.º de junho de 2004    | 31 de dezembro de 2004  | Secretário Interino                                             | [ 44 ]        |
|                                                              |                                 |             |                         |                         |                                                                 |               |
| Secretaria Municipal dos Negócios Jurídicos                  | Ana Emília Cordelli             | Sem Partido | 1.º de janeiro de 2001  | 3 de janeiro de 2003    |                                                                 | [ 35 ]        |
| Secretaria Municipal dos Negócios Jurídicos                  | Luiz Tarcísio Teixeira Ferreira | Sem Partido | 3 de janeiro de 2003    | 31 de dezembro de 2004  |                                                                 | [ 35 ]        |
|                                                              |                                 |             |                         |                         |                                                                 |               |
| Secretaria Municipal de Finanças e Desenvolvimento Econômico | João Sayad                      | Sem Partido | 1.º de janeiro de 2001  | 31 de dezembro de 2004  |                                                                 | [ 35 ]        |
|                                                              |                                 |             |                         |                         |                                                                 |               |
| Secretaria Municipal da Coordenação das Subprefeituras       | Arlindo Chinaglia               | PT          | 1.º de janeiro de 2001  | 9 de janeiro de 2002    | Como Secretário Municipal de Implementação das Subprefeituras   | [ 45 ]        |
| Secretaria Municipal da Coordenação das Subprefeituras       | Jilmar Tatto                    | PT          | 9 de janeiro de 2002    | 25 de novembro de 2002  | Como Secretário Municipal de Implementação das Subprefeituras   | [ 35 ] [ 46 ] |
| Secretaria Municipal da Coordenação das Subprefeituras       | Antônio Donato Madormo          | PT          | 25 de novembro de 2002  | 31 de dezembro de 2004  |                                                                 | [ 35 ]        |
|                                                              |                                 |             |                         |                         |                                                                 |               |
| Secretaria Municipal de Transportes                          | Carlos Zarattini                | PT          | 1.º de janeiro de 2001  | 19 de novembro de 2002  |                                                                 | [ 35 ] [ 47 ] |
| Secretaria Municipal de Transportes                          | Luiz Silveira Rangel            | Sem Partido | 19 de novembro de 2002  | 25 de novembro de 2002  | Secretário Interino                                             |               |
| Secretaria Municipal de Transportes                          | Jilmar Tatto                    | PT          | 25 de novembro de 2002  | 31 de dezembro de 2004  |                                                                 | [ 35 ] [ 48 ] |
|                                                              |                                 |             |                         |                         |                                                                 |               |
| Secretaria Municipal de Habitação e Desenvolvimento Urbano   | Paulo Teixeira                  | PT          | 1.º de janeiro de 2001  | 31 de dezembro de 2004  |                                                                 | [ 35 ]        |
|                                                              |                                 |             |                         |                         |                                                                 |               |
| Secretaria Municipal do Verde e do Meio Ambiente             | Stela Goldenstein               | Sem Partido | 1.º de janeiro de 2001  | 7 de janeiro de 2003    |                                                                 | [ 35 ] [ 49 ] |
| Secretaria Municipal do Verde e do Meio Ambiente             | Patrícia Marra Sepe             | Sem Partido | 7 de janeiro de 2003    | 15 de março de 2003     | Secretária Interina                                             |               |
| Secretaria Municipal do Verde e do Meio Ambiente             | Adriano Diogo                   | PT          | 15 de março de 2003     | 31 de dezembro de 2004  | Deputado Estadual licendiado                                    |               |
|                                                              |                                 |             |                         |                         |                                                                 |               |
| Secretaria Municipal de Relações Internacionais              | Jorge Mattoso                   | PT          | 1.º de janeiro de 2001  | 14 de janeiro de 2003   |                                                                 | [ 50 ]        |
| Secretaria Municipal de Relações Internacionais              | Kjeld Jakobsen                  | PT          | 14 de janeiro de 2003   | 31 de dezembro de 2004  |                                                                 | [ 51 ] [ 52 ] |
|                                                              |                                 |             |                         |                         |                                                                 |               |
| Secretaria Municipal de Serviços e Obras                     | Walter Rasmussen Júnior         | Sem Partido | 1.º de janeiro de 2001  | 24 de maio de 2001      |                                                                 | [ 53 ]        |
| Secretaria Municipal de Serviços e Obras                     | Jorge Hereda                    | Sem Partido | 24 de maio de 2001      | 18 de janeiro de 2003   |                                                                 | [ 54 ]        |
| Secretaria Municipal de Serviços e Obras                     | Oswaldo Misso                   | Sem Partido | 18 de janeiro de 2003   | 31 de dezembro de 2004  |                                                                 | [ 55 ]        |
|                                                              |                                 |             |                         |                         |                                                                 |               |
| Secretaria Municipal da Infra-Estrutura Urbana               | Walter Rasmussen Júnior         | Sem Partido | 24 de maio de 2001      | 16 de julho de 2001     |                                                                 | [ 53 ]        |
| Secretaria Municipal da Infra-Estrutura Urbana               | Roberto Bortolotto              | Sem Partido | 16 de julho de 2001     | 31 de dezembro de 2004  |                                                                 | [ 56 ]        |

## Gestão Administrativa
Na área administrativa, o governo Marta introduziu o mecanismo de Orçamento Participativo, substituiu as administrações regionais (AR's) pelas subprefeituras, que ganharam maior autonomia. e criou a Escola de Formação do Servidor Público Municipal (EFSPM), atual Escola de Governo (EMASP). Em 2004, Marta Suplicy foi eleita presidente do United Cities and Local Governments (UCLG), uma organização internacional que reúne os prefeitos das maiores cidades do mundo.

## Controvérsias
Marta foi alvo de críticas por reformular impostos existentes e criar novas taxas, como a Taxa do Lixo e a Contribuição Para Custeio da Iluminação Pública. Durante sua gestão, a arrecadação da prefeitura com tributos aumentou 24%. Em 2004, um estudou revelou que a renda média dos paulistanos destinada aos cofres municipais aumentou de 4,75% para 8,35%. Na época, Marta recebeu da oposição a alcunha de "Martaxa" e, posteriormente, reconheceu que errou ao aumentar a carga tributária. Outro tema bastante comentado foi seu divórcio, ocorrido quatro meses após a posse, do senador Eduardo Suplicy. Após a oficialização do divórcio, Marta manteve o sobrenome Suplicy, do qual a notabilizou na vida pública, e casou-se novamente em setembro de 2003 com o franco-argentino Luis Favre, membro da Secretaria de Relações Internacionais do Partido dos Trabalhadores.<